# سوق القديم
سوق القديم هي قرية مغربية شمال المملكة. تنتمي سوق القديم لعمالة تطوان الساحلي. تضم هذه القرية 7.434 نسمة (إحصاء 2004).